# Милан Николић (бан)
Милан Николић (Чачак, 22. октобар 1877 — Београд, 10. новембар 1943) је био бан, судски бригадни генерал војног суда и врховни инспектор при Председништву министарског савета Краљевине Југославије.
Рођен је у Чачку у чиновничкој породици. Школовао се у Чачку и Крагујевцу, а Правни факултет у Београду завршио је 1897. године. Био је судски писар, затим је прешао у војну службу. Од 1912-13 био је судија војног суда, затим начелник судског одељења, а од 1929. врховни инспектор при Преседништву министарског савета. Указом краља Алескандра Карађорђевића од 11. маја 1931. постављен је за бана, где је остао до 1933. године.